# لاميناريا سيتشيلية
لاميناريا سيتشيلية (الاسم العلمي: Laminaria setchellii) هو نوع من الطلائعيات يتبع جنس اللاميناريا من فصيلة اللامينارية.